# Font de la plaça Major (Sant Pere Pescador)
La Font de la plaça Major és una obra de Sant Pere Pescador (Alt Empordà) inclosa a l'Inventari del Patrimoni Arquitectònic de Catalunya.

## Descripció
Situat dins del nucli urbà de la població de Sant Pere, al sud de l'antic recinte fortificat de la vila, a l'extrem sud de la plaça Major.
Es tracta d'una font de planta hexagonal, formada per un cos de més de dos metres d'alçada, amb coberta de tipus cupular. Presenta sòcol al basament i cornisa motllurada per sostenir la coberta, que també té el coronament decorat. En un dels costats hi ha la pica de pedra i, damunt seu, un relleu format per dos peixos entrellaçats, a mode decoratiu. Aquest motiu es repeteix a d'altres costats del cos que conforma la font.
La construcció està arrebossada i pintada amb la coberta de color blau i el cos groc.

## Història
Font construïda vers l'any 1861, sobre el pou comunal que hi havia a la plaça Major, donat que aquest estava molt deteriorat. És coneguda popularment amb el nom de “la bomba” pel sistema d'extracció d'aigua que es va instal·lar.